# Doddahunsur, Hunsur
Doddahunsur là một làng thuộc tehsil Hunsur, huyện Mysore, bang Karnataka, Ấn Độ.